# روبرتو فلوریس
روبرتو فلوریس (انگلیسی: Roberto Floris؛ زادهٔ ۵ ژانویهٔ ۱۹۸۶) بازیکن فوتبال اهل آرژانتین است.
از باشگاه‌هایی که در آن بازی کرده‌است می‌توان به باشگاه فوتبال ولز سارسفیلد اشاره کرد.